# West Donegal Islands SPA
West Donegal Islands SPA este o arie protejată (arie de protecție specială avifaunistică — SPA) din Irlanda întinsă pe o suprafață de 1.128,68 ha, integral pe uscat.

## Localizare
Centrul sitului West Donegal Islands SPA este situat la coordonatele 55°06′02″N 8°21′10″W / 55.100424°N 8.352756°V.

## Înființare
Situl West Donegal Islands SPA a fost declarat arie de protecție specială avifaunistică în iulie 2021 pentru a proteja 6 specii de animale.

## Biodiversitate
Situată în ecoregiunea atlantică, aria protejată nu include niciun habitat protejat.
La baza desemnării sitului se află mai multe specii protejate de  păsări (6): Branta leucopsis, cristeiul de câmp (Crex crex), Larus argentatus, pescăruș sur (Larus canus), Phalacrocorax aristotelis, Sterna paradisaea.
Pe lângă speciile protejate, pe teritoriul sitului au mai fost identificate 1 specie de păsări.